# サンカラーズ
株式会社サンカラーズは、日本の芸能事務所。東宝芸能の元マネージャーである木村薫が設立した。

## 沿革
- 2018年12月4日に設立。
- 2019年1月1日に発表し、当月より2019年芸能人女子eスポーツ決定戦 eQリーグ 1stシーズンにSUN COLOR'S（門山葉子(キャプテン),みょん,平山りの,鈴木亜里紗,伊藤彩夏）として参戦するなどの様々な芸能活動を開始。[2]
- 2019年11月23日にサンカラーズ初となるアイドルグループRingwanderungを結成。元々サンカラーズに所属していたみょんと一般募集5名の計6名の構成で活動開始[3]。
- 2020年11月17日にRingwanderungの契約を解除。所属メンバーは全員退所し、Ringwanderung専属となった[4]。

## 所属タレント

### 男性俳優
- 後藤光葵
- 中本雅俊
- パクトンハ
- 安福毅
- 山﨑翔太
- 渡部又吁

### 女性俳優
- 新井希望
- 木村智早
- 熊澤沙穂
- コイタ奈央美
- 辻󠄀捺々
- 森本さくら
- 横岡沙季

## かつて所属していた俳優・タレント
- 小野田真子
- 鈴木亜里紗
- 丹羽麻由美
- 穴沢裕介
- 長尾哲平
- 辺見花琳
- 増田陽凪
- 宮内ゆり
- 良知真次
- 田極翼
- 西田欧誼
- Ringwanderung（みょん、佐藤倫子、寺尾音々）
- 門山葉子
- 廣瀬真平